# Paschal Donohoe
Paschal Donohoe (Dublín, 19 de setembre de 1974) és un polític conservador irlandès membre del Fine Gael. Des de juliol de 2020 presideix l'Eurogrup.

## Biografia
Donohoe és graduat en Ciències Polítiques i Economia pel Trinity College. Triat membre de la Cambra Baixa de Dublín el 2011 en les files del conservador Fine Gael, va assumir el 2013 la cartera d'Assumptes Europeus. Mesos després va ocupar el ministeri de Transport, Turisme i Esport i entre el 2014 i el 2016 el de Despesa Pública i Reforma. Des de 2017 és l'actual ministre de Finances en l'executiu del conservador Enda Kenny.

## Eurogrup
El 9 de juliol de 2020, Paschal Donohoe va ser elegit president de l'Eurogrup, succeint així al seu homòleg portugués, Mário Centeno. Es va enfrontar a la espanyola Nadia Calviño. Al sortir de la seva elecció, va declarar 
| «             | En tant que président, je chercherai à jeter des ponts entre tous les membres de la zone euro et à dialoguer activement avec eux pour faire en sorte que nous adoptions une approche consensuelle concernant la relance de nos économies et de nos sociétés | » |
| — P. Donohoe. | |   |